# Demi-arrêt
Le demi-arrêt est une action du cavalier destinée à remettre la nuque du cheval à niveau par rapport à l'encolure afin que l'animal se porte de lui-même. Il permet de remettre le cheval en équilibre.

## Historique
Le demi-arrêt a été défini par les écuyers de l'École de Versailles. Montfaucon de Rogles dit que dans cette action « le mors doit moins agir sur la bouche que dans l'arrêt et un peu plus que pour contenir le cheval dans son équilibre ordinaire. Ce demi-arrêt sert à alléger le devant du cheval et à lui faire prendre un point d'appui sur les hanches ».
François Baucher le considère comme un moyen de lutte contre les résistances de poids et pour parvenir à l'élévation de l'encolure, qui peut être utilisé en place, à pied et monté, en agissant avec les poignets de bas en haut.

## Description
Tout en fermant les jambes, le cavalier exécute une action franche et imperceptible de la main vers le haut et vers l'avant, les doigts fermés. Cette action est suivie immédiatement par un relâchement des doigts. Le contact doit demeurer léger pour éviter que le cheval se creuse et ne sorte de la main. Si le contact avec la main est trop dur, le cheval s'enroulera à nouveau et l'effet attendu ne sera pas obtenu. Le demi-arrêt se fait donc avec rotation des poignets, les ongles au dessus, fortement mais sans à-coup.
L'action du demi-arrêt est importante mais fugace.

## Utilité
Le demi-arrêt est une sanction à l’altération d'un contact, d'un équilibre et d'une attitude. Il est donc utilisé pour corriger, et non à titre préventif.
En permettant d'obtenir une meilleure élévation de l'encolure, le demi-arrêt sert à équilibrer le cheval, à reporter du poids sur les hanches et par là même à améliorer sa mobilité et sa disponibilité. L'élévation de l'encolure est un objectif et une conséquence des assouplissements qui permettent d'augmenter l'abaissement des hanches et d'alléger le devant, ;
Il est à ce titre utilisé aussi bien en dressage qu'en saut d'obstacles.

## Demi-parade
La demi-parade est une variante du demi-arrêt, utilisée quand le cheval résiste ou ne répond pas à une demande de transition.
Le cavalier utilise alors presque simultanément ses aides : tout en soutenant son rein, il pousse le cheval par la pression des jambes sur une main stable qui reçoit. Il agit comme s'il voulait s'arrêter en fermant les doigts, puis cède dès qu'il sent le cheval ralentir. Il demande aussitôt au cheval de se porter en avant. Cette action va amener le cheval à ralentir fortement en transférant du poids vers l'arrière-main. L'avant-main s'allège sans que l'arrière-main se désengage.

## Utilisation du demi-arrêt en compétition de dressage
Le règlement international de dressage autorise et préconise son utilisation.
Chaque mouvement ou transition doit être préparé de manière invisible par des demi-arrêts à peine perceptibles. Le demi-arrêt est une action presque simultanée et coordonnée de l'assiette, des jambes et des mains du cavalier, dans le but d'accroître l'attention et l'équilibre du cheval avant l'exécution des mouvements ou des transitions à des allures plus basses et plus élevées. En déplaçant légèrement plus de poids sur l’arrière-main du cheval, l’engagement des postérieurs et l’équilibre sur les hanches sont améliorés au profit de la légèreté de l'avant-main et de l’équilibre du cheval dans son ensemble.